# アリ・ラッソ
アリ・ラッソ（インドネシア語: Ari Lasso、1973年1月17日 - ）はインドネシアの歌手。マディウンで生まれた。
ロック・バンド「デワ19」の歌手として1992年にアルバム「Dewa 19」でデビュー。脱退後は単独の歌手として活躍している。
ワーナー・ミュージック・インドネシアが2002年に発表したコンピレーション・アルバム「クリア・トップ10アルバム」に彼のポップ・ロック曲、「Misteri Illahi」が収録されている。

## ディスコグラフィー

### デワ19のアルバム
- Dewa 19 (1992)
- Format Masa Depan (1994)
- Terbaik Terbaik (1995)
- Pandawa Lima (1997)
- The Best of Dewa 19 (1999)

### ソロ・アルバム
- Sendiri Dulu (2001)
- Keseimbangan (2003)
- Kulihat, Kudengar, Kurasa (2004)
- Selalu Ada (2006)
- The Best of Ari Lasso (2007)
- Yang Terbaik (2012)

### その他
- Huma di Atas Bukit (2009)
- Kamu Egois (2014)